# Lenny Krayzelburg
Lenny Krayzelburg (Odessa, 28 settembre 1975) è un ex nuotatore statunitense.
Nato in Ucraina, ha vinto 3 medaglie d'oro alle olimpiadi di Sydney 2000 nei 100 m e nei 200 m dorso, oltre che nella staffetta 4x100 m misti.

## Palmarès
- Olimpiadi

Sydney 2000: oro nei 100m dorso, nei 200m dorso e nella 4x100m misti.
Atene 2004: oro nella 4x100m misti.
- Mondiali

Perth 1998: oro nei 100m dorso e nei 200m dorso e argento nella 4x100m misti.
- Mondiali in vasca corta

Atene 2000: oro nella 4x100m misti e argento nei 50m dorso.
- Campionati panpacifici

Fukuoka 1997: oro nei 100m dorso, nei 200m dorso e nella 4x100m misti.
Sydney 1999: oro nei 100m dorso, nei 200m dorso e nella 4x100m misti.

### Coppa del Mondo
- Vincitore della Coppa del Mondo dei 100m dorso nel 2000
- Vincitore della Coppa del Mondo dei 200m dorso nel 2000

## Riconoscimenti
- American Swimmer of the Year: 1997, 1998, 1999, 2000